# Aeschynomene egena
Aeschynomene egena là một loài thực vật có hoa trong họ Đậu. Loài này được (J.F.Macbr.) Rudd miêu tả khoa học đầu tiên.